# Rio Borod
O Rio Borod é um rio da Romênia afluente do Rio Crişul Repede, localizado no distrito de Bihor.